# Челябэнерго
Челябэне́рго — производственное объединение энергетики и электрификации (в 1942—2005 годах), созданное для генерации, распределения и сбыта электроэнергии на территории Челябинской области. С 2005 года это филиал распределительной сетевой компании ОАО «МРСК Урала и Волги», осуществляющий передачу электроэнергии по электрическим сетям и технологическое присоединение потребителей к электросетям на территории Челябинской области. С 2007 года материнская компания переименована в ОАО «МРСК Урала» (публичное наименование «Россети Урал»).

## История
Районное энергетическое управление (РЭУ) «Челябэнерго» было создано в июле 1942 года при разделении Уральской энергосистемы («Главвостокэнерго») на три самостоятельные системы, включая также «Пермэнерго» и «Свердловэнерго». Первым управляющим Челябэнерго стал И. И. Бондарев.
В 1954 году приказом Министерства электростанций СССР от 27.04.1954 № 8/а в составе РЭУ «Челябэнерго» были созданы Челябинские тепловые сети («Теплосеть»), в 1962 году введена в строй Челябинская ТЭЦ-2 и в 1965 переводится на напряжение 500 кВ линия Троицкая ГРЭС-Шагол. В 1993 году (18 февраля) производственное объединение было приватизировано и преобразовано в открытое акционерное общество энергетики и электрификации «Челябэнерго», контрольный пакет акций общества был передан в управление РАО «ЕЭС России». В 1996 году (1 апреля) был введён в строй первый энергоблок новой ТЭЦ-3. На следующий год «Челябэнерго» было удостоено международной премии «Золотой Меркурий».
В 2005 году в соответствии с планом реформирования электроэнергетики, из состава ОАО «Челябэнерго» были выделены ОАО «Челябэнергосбыт», «Челябинская генерирующая компания», впоследствии вошедшая в состав ОАО «ТГК-10», и ОАО «Южноуральская ГРЭС». Cетевые комплексы Свердловской, Челябинской, Курганской областей и Пермского края, а также сетевой комплекс Екатеринбурга вошли в состав ОАО «МРСК Урала и Волги».
30 апреля 2008 года ОАО «Челябэнерго» реорганизовано и с 1 мая 2008 работает  в статусе филиала ОАО «МРСК Урала».

### Руководители
Руководители системы Челябэнерго:
- Иван Бондарев (управляющий, 1942-1948)
- Григорий Звягинцев (управляющий, 1948-1969)
- Николай Шишкин (управляющий, 1969-1985)
- Юрий Гусихин (управляющий, затем генеральный директор, 1985-1995)
- Вячеслав Воронин (генеральный директор, 1995-2000)
- Вячеслав Серёдкин (генеральный директор, 2000-2005)
- Евгений Крючков (директор филиала, 2005-2007)
- Игорь Бутаков (директор филиала, 2007-2015)
- Сергей Золотарёв  (директор филиала с 2015 года)[7]

## Основная деятельность
В настоящее время филиал «Челябэнерго» осуществляет передачу электрической энергии по распределительным сетям 0,4-110 кВ. Основной задачей является обеспечение надежного функционирования и развития распределительного электросетевого комплекса региона, а также подключение новых потребителей к распределительным электрическим сетям компании. Филиал "Челябэнерго" осуществляет электроснабжение промышленных предприятий и населения на территории общей площадью 87,9 тыс. квадратных километров с населением 3,5 млн. человек. Филиал эксплуатирует 308 подстанций 35-220 кВ, 9246 трансформаторных подстанций 6-10 кВ и 41 537 км воздушных и кабельных линий электропередачи классом напряжения 0,4-110 кВ.

## Структура
В состав Челябэнерго входят 5 производственных отделений:
Челябинские городские электрические сети
Территория обслуживания - Челябинский городской округ, включая 5 районов электрических сетей (РЭС): Центральный, Ленинский, Тракторозаводский, Курчатовский и Советский РЭС.
Центральные электрические сети
Территория обслуживания: Аргаяшский, Еткульский, Еманжелинский, Каслинский, Коркинский, Красноармейский, Кунашакский, Нязепетровский и Сосновский муниципальные районы; Верхнеуфалейский, Карабашский, Копейский, Кыштымский, Озерский, Миасский, Снежинский и Челябинский городские округа, - в составе 11 РЭС: Аргаяшский, Уфалейский, Еманжелинский, Еткульский, Каслинский, Красноармейский, Кунашакский, Кыштымский, Нязепетровский, Сосновский и Челябинский РЭС.
Златоустовские электрические сети
Территория обслуживания: Ашинский, Катав-Ивановский, Кусинский, Саткинский, Уйский и Чебаркульский муниципальные районы; Златоустовский, Миасский и Усть-Катавский городские округа, - в составе 8 РЭС: Златоустовский и Златоустовский городской, Кусинский, Миасский, Саткинский, Уйский, Чебаркульский и Юрюзанский РЭС.
Магнитогорские электрические сети
Территория обслуживания: Магнитогорск, Карталы, Верхнеуральск, село Агаповка, село Кизильское, пос. Бреды, пос. Нагайбакский), - в составе 7 РЭС: Агаповский, Брединский, Верхнеуральский, Карталинский, Кизильский, Магнитогорский и Нагайбакский РЭС.
Троицкие электрические сети
Территория обслуживания: Варненский, Октябрьский, Пластовский, Троицкий, Увельский и Чесменский муниципальные районы, - в составе 6 РЭС: Варненский, Октябрьский, Пластовский, Троицкий, Увельский и Чесменский РЭС.